# Myllypelto
Myllypelto är en del av en halvö i Finland. Den ligger i Nådendal i landskapet Egentliga Finland, i den sydvästra delen av landet, 180 km väster om huvudstaden Helsingfors.